# Finale Europacup II 1961
De finale van de Europacup II van het seizoen 1960/61 werd gehouden op 17 en 27 mei 1961. Het was de eerste finale van het nieuwe Europese toernooi. Het Italiaanse AC Fiorentina nam het op tegen het Schotse Glasgow Rangers. Fiorentina won zowel de heen- als terugwedstrijd.
In de heenwedstrijd kwam Fiorentina op voorsprong via Luigi Milan. Eric Caldow kreeg nadien via een strafschop de kans om gelijk te maken, maar de Schotse aanvoerder trapte de bal naast het doel. Vlak voor het einde van de wedstrijd maakte Milan zijn tweede treffer. Voor de terugwedstrijd konden de Schotten wel rekenen op spits Jimmy Millar. Hij keerde terug na een blessure, maar ook hij kon het tij niet keren. Opnieuw Milan bracht Fiorentina op voorsprong. Alex Scott maakte na een uur gelijk, maar de Zweedse flankaanvaller Kurt Hamrin zorgde alsnog voor een Italiaanse zege.

## Heenwedstrijd
|                   |                 |                |               |                                                                                          |
| 17 mei 1961 19:30 | Glasgow Rangers | 0 – 2          | AC Fiorentina | Ibrox Park, Glasgow Toeschouwers: 80.000 Scheidsrechter: Carl Erich Steiner (Oostenrijk) |
| 17 mei 1961 19:30 |                 | 12', 88' Milan |               | Ibrox Park, Glasgow Toeschouwers: 80.000 Scheidsrechter: Carl Erich Steiner (Oostenrijk) |

| Rangers | Fiorentina |

| Glasgow Rangers: |    |               |
|                  |    |               |
| GK               | 1  | Billy Ritchie |
| DF               | 2  | Bobby Shearer |
| DF               | 5  | Bill Paterson |
| DF               | 4  | Harold Davis  |
| DF               | 3  | Eric Caldow   |
| MF               | 6  | Jim Baxter    |
| MF               | 8  | Ian McMillan  |
| RW               | 7  | Davie Wilson  |
| CF               | 10 | Ralph Brand   |
| CF               | 9  | Alex Scott    |
| LW               | 11 | Bobby Hume    |
| Coach:           |    |               |
| Scot Symon       |    |               |

| AC Fiorentina:   |    |                    |
|                  |    |                    |
| GK               | 1  | Enrico Albertosi   |
| DF               | 2  | Enzo Robotti       |
| DF               | 4  | Piero Gonfiantini  |
| DF               | 5  | Alberto Orzan      |
| DF               | 3  | Sergio Castelletti |
| MF               | 6  | Claudio Rimbaldo   |
| MF               | 8  | Dante Micheli      |
| RW               | 7  | Kurt Hamrin        |
| CF               | 9  | Dino da Costa      |
| CF               | 10 | Luigi Milan        |
| LW               | 11 | Gianfranco Petris  |
| Coach:           |    |                    |
| Nándor Hidegkuti |    |                    |

## Terugwedstrijd
|                   |                      |       |                 |                                                                                                 |
| 27 mei 1961 15:30 | AC Fiorentina        | 2 – 1 | Glasgow Rangers | Stadio Artemio Franchi, Firenze Toeschouwers: 50.000 Scheidsrechter: Vilmos Hernády (Hongarije) |
| 27 mei 1961 15:30 | Milan 13' Hamrin 86' |       | 60' Scott       | Stadio Artemio Franchi, Firenze Toeschouwers: 50.000 Scheidsrechter: Vilmos Hernády (Hongarije) |

| Fiorentina |

| AC Fiorentina:   |    |                    |
|                  |    |                    |
| GK               | 1  | Enrico Albertosi   |
| DF               | 2  | Enzo Robotti       |
| DF               | 4  | Piero Gonfiantini  |
| DF               | 5  | Alberto Orzan      |
| DF               | 3  | Sergio Castelletti |
| MF               | 6  | Claudio Rimbaldo   |
| MF               | 8  | Dante Micheli      |
| RW               | 7  | Kurt Hamrin        |
| CF               | 9  | Dino da Costa      |
| CF               | 10 | Luigi Milan        |
| LW               | 11 | Gianfranco Petris  |
| Coach:           |    |                    |
| Nándor Hidegkuti |    |                    |

| Glasgow Rangers: |    |               |
|                  |    |               |
| GK               | 1  | Billy Ritchie |
| DF               | 2  | Bobby Shearer |
| DF               | 5  | Bill Paterson |
| DF               | 4  | Harold Davis  |
| DF               | 3  | Eric Caldow   |
| MF               | 6  | Jim Baxter    |
| MF               | 8  | Ian McMillan  |
| RW               | 7  | Alex Scott    |
| CF               | 10 | Ralph Brand   |
| CF               | 9  | Jimmy Millar  |
| LW               | 11 | Davie Wilson  |
| Coach:           |    |               |
| Scot Symon       |    |               |

1960/61 · 1961/62 · 1962/63 · 1963/64 · 1964/65 · 1965/66 · 1966/67 · 1967/68 · 1968/69 · 1969/70 · 1970/71 · 1971/72 · 1972/73 · 1973/74 · 1974/75 · 1975/76 · 1976/77 · 1977/78 · 1978/79 · 1979/80 · 1980/81 · 1981/82 · 1982/83 · 1983/84 · 1984/85 · 1985/86 · 1986/87 · 1987/88 · 1988/89 · 1989/90 · 1990/91 · 1991/92 · 1992/93 · 1993/94 · 1994/95 · 1995/96 · 1996/97 · 1997/98 · 1998/99